# 砂丘1945年
『砂丘1945年』（さきゅう せんきゅうひゃくよんじゅうごねん）は、1985年10月3日にリリースされた、ロックバンドARBの8枚目のスタジオ・アルバム。

## 解説
「After '45」は石橋凌が出演した映画『ア・ホーマンス』の主題歌となった。ジャケット写真は植田正治撮影。ギターの斉藤光浩は本作を以て脱退。

## 収録曲
全作詞：石橋凌　全編曲：ARB
1. 明日かもしれない （MAY BE TOMORROW）
作曲：斉藤光浩
2. 闇をぶっとばせ!
作曲：斉藤光浩
3. Deep Inside
作曲：斉藤光浩
4. あの娘はアトミック・ガール
作曲：岡部滋
5. AFTER '45
作曲：石橋凌
6. THE WORKER
作曲：岡部滋
7. THE BOXER
作曲：斉藤光浩
8. 黒いギター（PASSION! NOT, FASHION!）
作曲：斉藤光浩
9. September Moonlight
作曲：石橋凌
10. 波止場にて（マーロン・ブランドに捧ぐ）
作曲：斉藤光浩